# A Gonzaga Bulldogs baseballcsapata

A Gonzaga Bulldogs baseballcsapata a West Coast Conference tagjaként az NCAA I-es divíziójában képviseli a Gonzaga Egyetemet. A csapat otthona a Patterson Baseballstadion.
Vezetőedzőjük 2003. augusztus 7-e óta Mark Machtolf.

## Története
A csapat első feljegyzett mérkőzését 1890-ben játszotta. 1910. szeptember 14-én Dave Skeels volt az első hallgató, aki profi csapatban (Detroit Tigers) játszhatott. Ugyan a 20. század első felében is zajlottak mérkőzések, részletes feljegyzések csak az 1960-as szezontól állnak rendelkezésre.

### Big Sky Conference
A Gonzaga Bulldogs a Big Sky Conference alapító tagja. Az 1963-ban létrejött konferencia első mérkőzését egy évvel később játszották. A Bulldogs 1965-ben konferenciagyőztes lett.
A csapat vezetőedzője 1970-től Larry Koentopp lett. 1971-ben a Big Sky Conference-t divíziókra tagolták; 1971 és 1974 között a Bulldogs minden alkalommal divíziógyőztes lett, háromszor pedig a bajnoki címet is megszerezte, így 1971-ben, 1973-ban és 1974-ben is részt vehetett az NCAA bajnokságán.

### Northern Pacific Conference
Mivel a Big Sky az 1974-es szezont követően a baseballt nem szponzorálta, a Bulldogs az év júniusában a Northern Pacific Conference tagja lett. A csapat 1976-ban, 1978-ban, 1980-ban és 1981-ben is részt vehetett az NCAA bajnokságán. A konferencia utolsó szezonja az 1981-es volt.

### Pacific-10 Conference
1982-ben a Northern Pacific Conference utolsó négy tagja (Gonzaga Bulldogs, Eastern Washington Eagles, Portland State Vikings és Portland Pilots) a Pacific-10 Conference tagja lett. A Bulldogs 1986 és 1991 között hatszor vett részt a konferenciabajnokságon; 1986 és 1989 között hazai pályán játszhattak.

### West Coast Conference
A csapat 1995-től a West Coast Conference tagja. Az August/A. R. T. Stadion névre átkeresztelt Pecarovich Sportpályát 2003-ban bontották le; helyén ma a McCarthey Atlétikai Centrum található.
Az első három szezonban ötödik, nyolcadik és hatodik helyet értek el, azonban 2001-ben a Coast divízió győztesei lettek. A 2003-as szezonban Steve Hertz visszavonult; a vezetőedzői pozíciót 2003. augusztus 7-étől Mark Machtolf tölti be.

## Létesítmények

### A kezdetekben
A csapat első ismert sportlétesítménye a Spokane folyó mentén fekvő Underhill Parkban volt; később az egyetem területén fekvő stadionba költöztek, amelyet 1966-ig használtak.

### August/A. R. T. Stadion
Az 1967 és 2003 közötti mérkőzések az ezer férőhelyes August/A. R. T. Stadionban zajlottak; az 1967. április 7-ei nyitómérkőzést a Central Washington Wildcats ellen játszották. Az 1967-ben Pecarovich Sportpálya néven megnyílt létesítmény nevét Mike Pecarovich amerikaifutball-edzőről kapta.

### Avista Stadion
2004 és 2006 között a mérkőzések a Spokane Indians otthonában, az Avista Stadionban zajlottak. Az 1958-ban megnyílt létesítmény lelátóin 7162-en foglalhatnak helyet.

### Patterson Baseballstadion
Az 1500 férőhelyes létesítmény 2007-ben nyílt meg; névadói Michael Patterson öregdiák és a Washington Trust Bank. Az első mérkőzést 2007. március 15-én játszották a Rider Broncs ellen.

## Vezetőedzők
| Edző           | Aktív évek | Eredmény    |
| -------------- | ---------- | ----------- |
| Joe Schauble   | 1960–61    | 6–26        |
| Dick Busch     | 1962–67    | 72–85–1     |
| Joey August    | 1968–69    | 28–38       |
| Larry Koentopp | 1970–77    | 289–138     |
| Steve Hertz    | 1978       | 637–630–6   |
| Steve Hertz    | 1981–2003  | 637–630–6   |
| Jim Lawler     | 1979–80    | 64–32       |
| Mark Machtolf  | 2004–      | 288–241–1   |
| Összesen:      | –          | 1394–1189–8 |

## Konferenciatagságok
- Független (–1963)[* 1]
- Big Sky Conference (1964–1974)
- Northern Pacific Conference (1975–1981)
- Pacific-10 Conference (társult tag, 1982–1995)
- West Coast Conference (1996–)

## Eredmények szezononként
| Szezon | Vezetőedző                   | Eredmény                     | Eredmény                     | Helyezés                     | Továbbjutás                  |
| Szezon | Vezetőedző                   | Összesített                  | Konferencia                  | Helyezés                     | Továbbjutás                  |
| Konferenciafüggetlen (–1963)                                                                               | Konferenciafüggetlen (–1963) | Konferenciafüggetlen (–1963) | Konferenciafüggetlen (–1963) | Konferenciafüggetlen (–1963) | Konferenciafüggetlen (–1963) |
| --- | ---------------------------- | ---------------------------- | ---------------------------- | ---------------------------- | ---------------------------- |
| 1960 | Joe Schauble                 | 3–13                         | –                            | –                            | –                            |
| 1961 | Joe Schauble                 | 3–13                         | –                            | –                            | –                            |
| 1962 | Dick Busch                   | 10–12                        | –                            | –                            | –                            |
| 1963 | Dick Busch                   | 10–11                        | –                            | –                            | –                            |
| Eredmény:                                                                                                  | Eredmény:                    | 26–49                        | –                            | –                            | –                            |
| Big Sky Conference (1964–1974)                                                                             |                              |                              |                              |                              |                              |
| 1964 | Dick Busch                   | 7–18–1                       | 1–5                          | T–2.                         | –                            |
| 1965 | Dick Busch                   | 19–10                        | 9–3                          | 1.                           | –                            |
| 1966 | Dick Busch                   | 13–16                        | 8–4                          | T–3.                         | –                            |
| 1967 | Dick Busch                   | 13–18                        | 5–7                          | T–4.                         | –                            |
| 1968 | Joey August                  | 16–19                        | 6–6                          | T–3.                         | –                            |
| 1969 | Joey August                  | 12–19                        | 4–8                          | T–5.                         | –                            |
| 1970 | Larry Koentopp               | 30–15                        | 7–5                          | 2.                           | –                            |
| 1971 | Larry Koentopp               | 37–16                        | 9–1                          | 1.                           | Regionális bajnokság         |
| 1972 | Larry Koentopp               | 34–10                        | 10–1                         | 1.                           | Big Sky Tournament           |
| 1973 | Larry Koentopp               | 34–17                        | 10–2                         | 1.                           | Regionális bajnokság         |
| 1974 | Larry Koentopp               | 45–14                        | 9–2                          | 1.                           | Regionális bajnokság         |
| Eredmény:                                                                                                  | Eredmény:                    | 260–172–1                    | 78–44                        | –                            | –                            |
| Northern Pacific Conference (1975–1981)                                                                    |                              |                              |                              |                              |                              |
| 1975 | Larry Koentopp               | 32–18                        | 16–8                         | 2.                           | –                            |
| 1976 | Larry Koentopp               | 43–23                        | 19–5                         | 1.                           | Rocky Mountain Regional      |
| 1977 | Larry Koentopp               | 34–25                        | 14–10                        | 3.                           | –                            |
| 1978 | Steve Hertz                  | 33–14                        | 18–6                         | 1.                           | Rocky Mountain Regional      |
| 1979 | Jim Lawler                   | 25–17                        | 13–11                        | 4.                           | –                            |
| 1980 | Jim Lawler                   | 39–15                        | 23–4                         | 1.                           | West Regional                |
| 1981 | Steve Hertz                  | 48–21                        | 25–7                         | 1.                           | West Regional                |
| Eredmény:                                                                                                  | Eredmény:                    | 254–133                      | 128–51                       | –                            | –                            |
| Pacific-10 Conference (1982–1995)                                                                          |                              |                              |                              |                              |                              |
| 1982 | Steve Hertz                  | 30–28                        | 10–14                        | 5.                           | –                            |
| 1983 | Steve Hertz                  | 17–34                        | 6–18                         | 7.                           | –                            |
| 1984 | Steve Hertz                  | 23–29–1                      | 6–14                         | 6.                           | –                            |
| 1985 | Steve Hertz                  | 26–23–1                      | 11–13                        | 5.                           | –                            |
| 1986 | Steve Hertz                  | 30–21                        | 13–10                        | 2.                           | Pac-10 North                 |
| 1987 | Steve Hertz                  | 20–32                        | 8–16                         | 6.                           | Pac-10 North                 |
| 1988 | Steve Hertz                  | 28–28                        | 12–11                        | 4.                           | Pac-10 North                 |
| 1989 | Steve Hertz                  | 27–19                        | 15–9                         | T–2.                         | Pac-10 North                 |
| 1990 | Steve Hertz                  | 37–21                        | 13–11                        | 4.                           | Pac-10 North                 |
| 1991 | Steve Hertz                  | 23–25                        | 8–12                         | T–4.                         | Pac-10 North                 |
| 1992 | Steve Hertz                  | 22–30                        | 14–16                        | 5.                           | –                            |
| 1993 | Steve Hertz                  | 17–36                        | 9–21                         | 5.                           | –                            |
| 1994 | Steve Hertz                  | 29–23                        | 14–16                        | 5.                           | –                            |
| 1995 | Steve Hertz                  | 29–25                        | 15–15                        | 3.                           | –                            |
| Eredmény:                                                                                                  | Eredmény:                    | 358–374–2                    | 154–196                      | –                            | –                            |
| West Coast Conference (1996–)                                                                              |                              |                              |                              |                              |                              |
| 1996 | Steve Hertz                  | 24–25                        | 12–15                        | 5.                           | –                            |
| 1997 | Steve Hertz                  | 19–33–1                      | 7–21                         | 8.                           | –                            |
| 1998 | Steve Hertz                  | 16–34                        | 10–20                        | 6.                           | –                            |
| 1999 | Steve Hertz                  | 27–23–2                      | 14–14                        | 2.                           | –                            |
| 2000 | Steve Hertz                  | 28–25                        | 17–13                        | 2.                           | –                            |
| 2001 | Steve Hertz                  | 28–27                        | 17–13                        | 1.                           | WCC Championship             |
| 2002 | Steve Hertz                  | 27–29                        | 14–16                        | 4.                           | –                            |
| 2003 | Steve Hertz                  | 26–25–1                      | 14–16                        | 3.                           | –                            |
| 2004 | Mark Machtolf                | 24–27                        | 16–11                        | 3.                           | –                            |
| 2005 | Mark Machtolf                | 28–26                        | 15―15                        | 3.                           | –                            |
| 2006 | Mark Machtolf                | 29–24                        | 9–12                         | 5.                           | –                            |
| 2007 | Mark Machtolf                | 33–25                        | 15–6                         | 2.                           | WCC Championship             |
| 2008 | Mark Machtolf                | 30–23                        | 10–10                        | 5.                           | –                            |
| 2009 | Mark Machtolf                | 36–18                        | 14–7                         | 1.                           | Fullerton Regional           |
| 2010 | Mark Machtolf                | 20–36                        | 8–13                         | T–5.                         | –                            |
| 2011 | Mark Machtolf                | 32–19–1                      | 15–6                         | 1.                           | WCC Championship             |
| 2012 | Mark Machtolf                | 34–22                        | 14–10                        | T–3.                         | –                            |
| 2013 | Mark Machtolf                | 32–21                        | 18–6                         | 1.                           | WCC Tournament               |
| Eredmény:                                                                                                  | Eredmény:                    | 493–462–5                    | 283–224                      | –                            | –                            |
| Összesen:                                                                                                  | Összesen:                    | 1394–1189–8                  | –                            | –                            | –                            |
| Jelmagyarázat: Konferenciaszezon-bajnok Divíziószezon-bajnok Konferenciaszezon- és konferenciatorna-bajnok |                              |                              |                              |                              |                              |

## MLB-játékosválogatók
Az alábbi játékosokat válogatták be valamelyik profi csapatba:
| Év   | Játékos        | Csapat            |
| ---- | -------------- | ----------------- |
| 2012 | Royce Bolinger | Texas Rangers     |
| 2012 | Tyler Olson    | Oakland Athletics |
| 2018 | Daniel Bies    | New York Yankees  |
| 2018 | Casey Legumina | Cleveland Indians |

## Nevezetes személyek
A játékosok neve után zárójelben az aktív évek szerepelnek.
- Bo Hart (1999–2000)
- Casey Parsons (1973–76)
- Clayton Mortensen (2006–07)
- Cody Martin (2008–11)
- Dave Skeels (1910)
- Jack Spring (1951)
- Jason Bay (1998–99)
- Kevin Richardson (2001–02)
- Lenn Sakata (1973–74)
- Leon Cadore (1906–08)
- Marco Gonzales (2011–13)
- Mel Ingram (1925–28)
- Mike Davey (1972–74)
- Mike Redmond (1990–93)
- Rich Beck (1961–62)
- Rick Sweet (1973–75)
- Steve Hertz (1970–72)
- T. R. Bryden (1980–81)
- Tom Gorman (1977–80)

## Visszavonultatott mezszámok
| Szám | Játékos     |
| ---- | ----------- |
| 19   | Mac Gebbers |

## Fordítás
- Ez a szócikk részben vagy egészben  a   Gonzaga Bulldogs baseball című angol Wikipédia-szócikk ezen változatának fordításán alapul.  Az eredeti cikk szerkesztőit annak laptörténete sorolja fel. Ez a jelzés csupán a megfogalmazás eredetét és a szerzői jogokat jelzi, nem szolgál a cikkben szereplő információk forrásmegjelöléseként.